# Arma (род)
Arma (лат.) — род клопов из семейства настоящих щитников.

## Описание
Хоботок утолщённый. Второй сегмент усиков почти в три раза длиннее третьего. Тело сравнительно плоское. Голени целиком жёлтые.

## Виды
В состав рода входят 8 видов:
- Arma chinensis Fallou, 1881
- Arma custos (Fabricius, 1794)
- Arma ferruginea (Hsiao & Cheng, 1977)
- Arma insperata Horváth, 1899
- Arma koreana Josifov & Kerzhner, 1978
- Arma maculata L.Y. Zheng, 1980
- Arma tubercula (Yang, 1935)
- Arma velata Walker, 1868

## Распространение
Большинство видов встречается в Палеарктике, несколько видов отмечены в Ориентальной области (Вьетнам, Индия).